# Бащата на прайда
„Бащата на прайда“ (на английски: Father of the Pride) e американски анимационен сериал на Ен Би Си (NBC).

## Сюжет
Действието на сериала се развива в измисления свят на белите лъвове, които са част от шоуто на Сийгфрид и Рой в Лас Вегас. Главният герой Лари Лъвът (озвучен от Джон Гудман) е бял лъв, който играе централна роля в шоуто, докато се опитва да балансира между професионалните си задължения и семейния живот. Лари е баща на две деца и съпруг на Кейт Лъвица (озвучена от Черил Хайнс), което го прави „бащата на прайда“.

## Главни герои
- Лари Лъвът (Larry Lion) – главният герой, бял лъв и баща на две деца. Озвучен от Джон Гудмън.
- Кейт Лъвица (Kate Lioness) – съпругата на Лари, грижовна майка и балансираща сила в семейството. Озвучена от Черил Хайнс.
- Сиера (Sierra) – дъщеря на Лари и Кейт. Озвучена от Дани Муди.
- Хънтър (Hunter) – син на Лари и Кейт. Озвучен от Дариус Кристоферсън.
- Сийгфрид и Рой – култовите илюзионисти, за които Лари и неговото семейство работят. Озвучени от Джулиан Холоуей (Сийгфрид) и Дейвид Херман (Рой).
- Сармоти - основният злодей, бащата на Кейт и дядото на Сиера и Хънтър. Озвучен от Карл Райнър.

## Продукция
„Бащата на прайда“ е един от първите анимационни сериали на DreamWorks Animation, създаден със сложна компютърна графика и насочен към по-възрастна аудитория. Шоуто се отличава със своите високи производствени стойности и използване на сложна анимация, типична за кино продукции на студиото, като „Шрек“. Въпреки това, производственият процес се оказва скъп и времево ангажиран, което затруднява поддържането на висок стандарт при създаването на нови епизоди.

## Прием и критика
Първоначално сериалът привлича внимание с иновативния си анимационен стил и използването на хумор, който се стреми да привлече както възрастни, така и по-млади зрители. Въпреки това, критиците не са впечатлени от сценария и хумора на шоуто, които често са определяни като недостатъчно развити и неподходящи за предполагаемата целева аудитория. Рейтингите са ниски и критиката често поставя под съмнение качеството на хумора и способността на шоуто да задържи интереса на зрителите.

## Епизоди
Сериалът включва общо 15 епизода. Въпреки това, само 14 от тях са излъчени по NBC, докато последният епизод остава неизлъчен по време на първоначалното излъчване и става достъпен на DVD и онлайн платформи впоследствие.

## Спиране и последващи влияния
Ниските рейтинги и високите производствени разходи водят до прекратяването на сериала след първия сезон. Прекратяването на „Бащата на прайда“ е един от ранните примери за трудностите, които студиата срещат при прехода от традиционна към компютърна анимация за телевизионни сериали.

## В България
В България сериалът се излъчва по „Би Ти Ви“, преведен като „Лъвски истории“ с български войсоувър дублаж. Ролите се озвучават от Мими Йорданова, Иван Райков и Радослав Рачев.